# Schutzengel

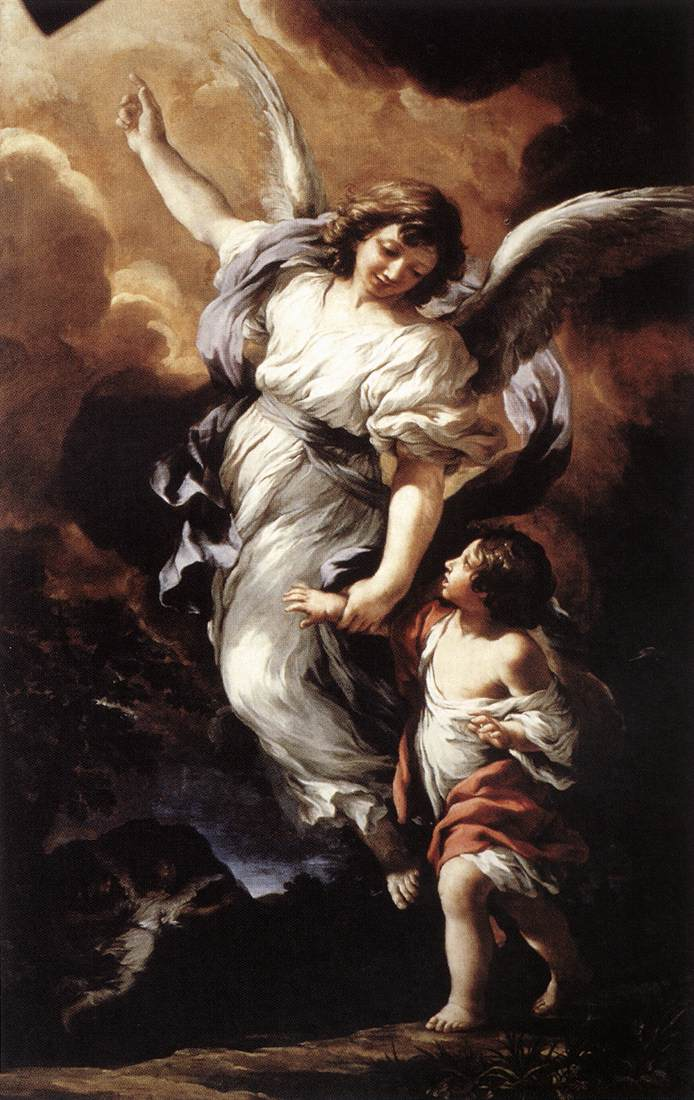
Schutzengeldarstellung von Pietro da Cortona, 1656.

Ein Schutzengel ist nach mythologischer oder religiöser Vorstellung ein zum Schutz eines Landes, eines Ortes oder einer Person zugestellter Engel.
Neben dem Christentum kennen auch die anderen abrahamitischen Religionen, der Islam und das Judentum, das Konzept der Schutzengel. Im Buddhismus werden die Bodhisattvas verehrt. Ebenso spielen unter anderem in der Esoterik, wie etwa in der Anthroposophie, Schutzengel eine Rolle. Auch antike sowie animistische Lokalreligionen kennen sogenannte Schutzgeister: In der römischen Religion wurden persönliche Schutzgeister Genien genannt, in der griechischen Mythologie Daimon.

## Judentum
Engel, hebr. מלאך mal’ach „Boten“, werden im Judentum durch Auslegung des Tanach und in langer Tradition meist als übernatürliche Wesen verstanden, die Gott im Himmel zur Seite stehen, aber streng von Gott (JHWH) zu unterscheiden und diesem untergeordnet sind. Sie können gelegentlich ausgewählten Menschen Gottes Willen und seine Anweisungen zu erkennen geben.
Im jüdischen Glauben an himmlisch-englische Wesen wird die komplexe Erklärung ihrer spirituellen Welt nicht durch ein genau zu definierendes Ordnungsschema regiert, wie es z. B. dann die Angelologie des frühen Christentums aufzubauen sucht. In späteren Schriften (etwa dem Buch Daniel) finden sich Namen von Engeln, denen bestimmte Aufgaben zugewiesen sind.
Ein prominentes Beispiel aus späteren Zeiten sind die Engel Senoi, Sansenoi und Semangelo. Textamulette mit den Namen der drei Engel sollten schwangere Frauen und neugeborerene Kinder vor Lilith beschützen. Dies lässt sich auf die Geschichte Liliths zurückführen, in der Gott drei Engel schickt, um Lilith zurück zu Adam zu bringen. Sie sind in dieser Aufgabe ohne Erfolg, aber Lilith gibt zu, geschaffen worden zu sein, um Kindern zu schaden. Dabei verspricht sie, Kinder in Ruhe zu lassen, die den Namen oder Antlitz der drei Engel mit sich tragen.
Beschreibungen von Engeln und Engellehren finden sich auch in apokryphen Schriften. So ist z. B. das Buch Henoch eine Chronik, die ausführlich über eine „Reise durch die zehn Himmel“ und über Engel, ihre Namen, ihre Aufgaben und ihre charakteristischen Eigenschaften berichtet. Die Chroniken von Henoch wurden von dem Kirchenvater Hieronymus im 4. Jahrhundert nach Christus zu Apokryphen erklärt. Das apokryphe Buch Tobit, das vermutlich aus dem 2. Jahrhundert vor Christus stammt, beschreibt das schützende Wirken des Erzengels Raphael, der Tobias auf seiner Reise begleitet.

## Christentum

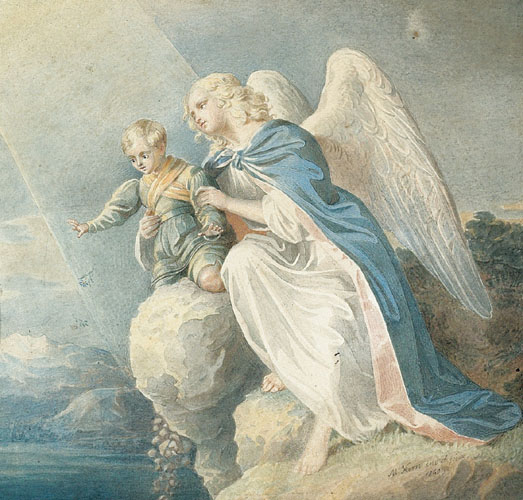
Schutzengel, von Matthäus Kern, 1840

Der klassische biblische Bezugspunkt für den Schutzengelglauben ist Mt 18,10 . Altkirchlichen Autoren war der Gedanke eines persönlichen Schutzgeistes (δαίμων, genius) aus ihrer antiken Umwelt vertraut, und sie fanden ihn hier biblisch bestätigt. In den klassischen Angelologien von Dionysius Areopagita und Thomas von Aquin sind Schutzengel aber von untergeordneter Bedeutung. Ihr Interesse gilt den Engeln und ihrem Wesen insgesamt; Schutzengel gehören zu den niederen Engeln. Martin Luther lehnte die Lehre von Schutzengeln nicht ab, sondern kritisierte nur den Gedanken, dass die höchsten Engel sich nicht um unwichtige Menschen kümmerten. Johannes Calvin dagegen war skeptisch, ob es individuelle Schutzengel gebe; in der Folge wurde der Schutzengelglaube im Calvinismus im 17. Jahrhundert fast allgemein abgelehnt, hielt sich aber im Luthertum bis in die Mitte des 18. Jahrhunderts und wurde danach symbolisch verstanden.
Die Verehrung der Schutzengel in der Liturgie der katholischen Kirche hat sich vor allem im 15. und 16. Jahrhundert verbreitet. Dies geschah zunächst in Verbindung mit dem Fest des Erzengels Michael am 29. September; er gilt im Judentum mit Gabriel als Fürbitter und Schutzengel des Volkes Israel. 1670 legte Papst Clemens X. das Schutzengelfest für die katholische Kirche auf den 2. Oktober fest.

Im Katholischen Erwachsenen-Katechismus heißt es zu den Schutzengeln: 

„Auch die Engel sind in Christus und auf Christus hin geschaffen. […] Schließlich sind die Engel personale Gestalten des Schutzes und der Fürsorge Gottes für die Gläubigen. In dem bekannten Psalm (und Kirchenlied) ‚Wer im Schutz des Höchsten wohnt‘ wird das Vertrauen und die Zuversicht in Gott auch damit begründet: ‚Denn er befiehlt seinen Engeln, dich zu behüten auf all deinen Wegen.‘ So sind die Engel ‚dienende Geister, ausgesandt, um denen zu helfen, die das Heil erben sollen‘. Ausgehend von solchen Aussagen hat sich in der Frömmigkeitsgeschichte der Kirche der Glaube herausgebildet, Gott habe jedem Gläubigen, ja jedem Menschen einen besonderen Schutzengel beigegeben. Diese Glaubensüberzeugung stößt heute, zumal in der verniedlichenden Form eines falschen Kinderglaubens, auf Skepsis. Sie hat indes – recht verstanden – einen Anhalt in der Aussage Jesu über die Kinder: ‚Ihre Engel im Himmel sehen stets das Angesicht meines himmlischen Vaters.‘ Sie bringt nochmals zum Ausdruck, daß die sichtbare Welt eine unsichtbare Tiefendimension besitzt und daß jeder einzelne Mensch, auch und gerade das kleine Kind, vor Gott einen unendlichen Wert besitzt. Die Engel sind uns Helfer und Bürgen dafür, daß unsere Hoffnung und Sehnsucht nicht ins Leere gehen, daß uns der Himmel offensteht.“

In der darstellenden Kunst findet sich das Schutzengelmotiv seit der Renaissance in zahlreichen Bildwerken wieder. Eine der bekanntesten plastischen Darstellungen aus dem Barock ist die Schutzengelstatue von Ignaz Günther (um 1763) in der Münchener Bürgersaalkirche. Eine Hochblüte erlebte das Bildthema in der Kunst des 19. Jahrhunderts. Vor allem bei den späten Nazarenern wurde es sehr beliebt und später in die religiöse Salonmalerei übernommen. Im Gegensatz zum mittelalterlichen Bildtypus trat der religiöse Charakter der Bilder zunehmend in den Hintergrund und wurde als künstlerisches Motiv im populären Wandschmuck ab dem ausgehenden 19. Jahrhundert durch die sogenannten Schutzengelbilder in beiden Konfessionen zunehmend beliebter.
Dem Schutzengelkonzept gegenüber steht die Tradition des unheilbringenden Engels, wie es noch die spanische La Foncalada belegt.

## Schutzengelglauben in Deutschland
Eine Befragung des Meinungsforschungsinstitutes Forsa im Auftrag des Magazins Geo ergab 2005, dass in etwa zwei Drittel aller Deutschen an Schutzengel glauben. Der Religionspsychologe Sebastian Murken sieht darin einen „Beweis für die Sehnsucht nach persönlicher Fürsorge“. Die Tatsache, dass mehr Menschen an Schutzengel als an einen Gott glaubten, sieht die Theologin Christa A. Thiel darin begründet, dass Engel „greifbarer als Gott“ seien.
In der Sinus-Studie über die Katholiken in Deutschland wurde ein stärkerer Schutzengelglaube sowie Interesse an Esoterik und Spiritismus in der Gruppe der ansonsten eher kirchenfernen „Konsum-Materialisten“ sowie „Hedonisten“ festgestellt.